# Emeopedus solutus
Emeopedus solutus är en skalbaggsart som beskrevs av Francis Polkinghorne Pascoe 1864. Emeopedus solutus ingår i släktet Emeopedus och familjen långhorningar. Inga underarter finns listade i Catalogue of Life.